# 니시카와 고노스케
니시카와 고노스케(일본어: 西川 幸之介, 2002년 9월 11일~)는 일본의 축구 선수이다.

## 구단 경력
그는 2021년 J1리그의 오이타 트리니타에 입단했다. 2022년후 J2리그에 강등했다. 2025년 미토 홀리호크로 이적했다.